# Младен Ангелов
Младен Ангелов (прякор Махо) е български футболист, централен защитник. Поради високият си ръст играе добре с глава и бележи голове с глава. Добър изпълнител на преки свободни удари пред наказателното поле.

## Кариера

### „Лудогорец"
Ангелов е юноша на „Лудогорец". След приключване на юношеската кариера не е привлечен в мъжкия отбор и играе в другия местен отбор от това време „Бели лом", който се състезава във В РФГ и А Окръжна ФГ. Там е забелязан от треньора Росен Генчев и на 18-годишна възраст дебютира в мъжкия отбор, в който изиграва в Б и В РФГ от 1977 г. до 1990 г. над 500 мача. С 413 мача в Б РФГ се нарежда на първо място по изиграни мачове за „Лудогорец" за всички времена. С отбелязаните 58 гола в Б РФГ заема трето място в ранглистата на голмайсторите на „Лудогорец". Бил е треньор на „Лудогорец" точно преди в отбора да започнат сериозните инвестиции и класирането в А група. .

## Успехи
- Полуфиналист за Купата на България: 1984 г. [2]